# 루시아 라모스
루시아 라모스 놈벨라(스페인어: Lucía Ramos Nombela, 1991년 1월 21일~)는 스페인의 배우이다.